# 苑瓊丹
苑瓊丹（英語：Kingdom Yuen；1963年9月11日—），1990年前以本名苑丽瓊發展，是出道於亞洲電視的女演員，參演過數十部影視演出，以在周星馳電影扮演配角而成名。曾為香港無綫電視部頭合約女藝員。

## 背景
苑瓊丹家中有五兄弟姊妹（當中有一兄一姊），自己排行第三。父親是一名象牙雕刻技工。她早年就讀香港基教書院（小學部）和陳瑞祺（喇沙）小學，後於萃華英文書院土瓜灣分校（北帝街）就讀中學，至1981年中五上午校畢業。但她於同年重讀一年中五，所以在1982年才正式離校。她在校時曾經在中四時擔任1979至1980年度學生會主席，亦是校內籃球隊的隊員，活躍於話劇活動，曾立志當幼稚園教師。中學畢業後原計劃報讀珠寶設計學校課程，卻不獲取錄。後在1982年基於對演藝的興趣濃厚，加上認為當時正從事的幼稚園教職工作刻板，希望尋求刺激而報讀亞洲電視第一期藝員訓練班，並於翌年畢業。同學計有吳毅將、黃秋生、李嘉玲、麥翠嫻、尹天照等人。受訓期間獲派主演電視劇集《鹹魚豆腐白菜仔》。

## 事業發展
苑瓊丹畢業於1983年亞洲電視藝員訓練班。出道以來由於亞視的收視長期都低於無綫電視，不論是飾演主角還是配角，皆沒有一個使觀眾留下深刻印象的角色。1991年，她獲得電影導演陳嘉上賞識，參演了周星馳主演的《逃學威龍》。其後不斷以搞笑形象參演周星馳電影，計有《審死官》、《武狀元蘇乞兒》、《唐伯虎點秋香》、《九品芝麻官》、《大內密探零零發》、《食神》等等。因著經常參演周星馳的電影系列，苑瓊丹因而為人熟悉。與周星驰合作時，她在古裝電影中多飾演鴇母，時裝片多為惡女。因為其搞笑演出風格與影星吳君如甚為雷同，因而在電影圏有「平版吳君如」之稱。
苑瓊丹在演出電影時有一個原則──扮醜就要徹底。因著在周星馳電影的演出，她於1995年轉投無綫電視。儘管是飾演配角，其演出比主角更搶眼。尤以無綫經典長劇《真情》內「余瓊（低B瓊）」一角及《男親女愛》內「梅日仙」一角最為人熟悉。2001年憑《封神榜》「殷十娘」一角奪得年度「十大我最喜愛電視角色」，演技備受肯定。2002年長篇處境喜劇《皆大欢喜 (香港古装剧)》中的「紗紗郡主」及2003年長篇處境喜劇《皆大歡喜 (時裝版)》內「金紗紗（冬菇頭）」一角也非常受歡迎。另外因她演技出色，曾憑《情越雙白線》的「陳笑芬」一角入圍2010年萬千星輝頒獎典禮「最佳女配角」。此前在2003年曾經營按摩店。
2008年，苑瓊丹在香港電台第二台的節目瘋show快活人「娛樂大爆爆」的環節中道出某電視台「魔術鹹豬手」事件，2009年2月再被傳媒報導，在香港引起一時風波。2009年，她已开始演出中国大陆的電視劇，首演的作品是《刁蛮娇妻苏小妹》。及後在2011年參演《造王者》之後暫別無綫電視，並轉往中國大陸拍劇。至2015年，獲鄭則仕邀請重返無綫電視拍攝新劇《火線下的江湖大佬》。往後參演了另一齣劇集《街坊財爺》。2017年12月，從影多年的苑瓊丹投資過千萬元經營其「諾貝爾活髮科研中心」生意。2018年在首屆「紹興·柯橋新銳電影節」中獲頒「影視經典人物」獎。2020年10月加人梁思浩的大家真風騷（大家真瘋Show）頻道。近年，她發展網上平台購物生意。又投資「熟餸包」食物加工工場生意。

## 個人生活
苑瓊丹與林正英因在亞視合作《殭屍道長》而日久生情。1996年初兩人終於譜寫戀曲，且過同居生活，惟林正英在1997年因肝癌晚期離世。其後苑瓊丹於2001年與「玻璃大王」黃乃掦相親後一見鍾情，並於2004年11月於美國結婚。
2020年6月，苑與約2600名文藝界從業者聯署支持港版國安法。另外，她認為很多香港青年人沒有到過中國大陸，對國家缺乏認識，令他們「不知道自己想做甚麼」，因此她特地在深圳前海，開設了一間文化傳播公司，冀扮演「中間人」角色，助香港青年來大陸發展。
2024年她獲菲律賓冊封為穆斯林公主。

## 演出作品
*以下列表只記錄苑瓊丹演出過的劇集作品，若有遺漏，請協助補充相關資料。

### 電視劇（香港電台）
| 首播   | 劇名                         | 角色 |
| ------ | ---------------------------- | ---- |
| 1987年 | 《獅子山下 - 痴》            | 導遊 |
| 1987年 | 《獅子山下 - 客自南北來-南》 | 導遊 |

### 電視劇（亞洲電視）
| 首播   | 劇名                       | 角色           |
| ------ | -------------------------- | -------------- |
| 1983年 | 《鹹魚豆腐白菜仔》         | 張雪芳         |
| 1983年 | 《少女慈禧》               | 小香           |
| 1983年 | 《阿SIR阿SIR》             | 女學生         |
| 1983年 | 《俄羅斯輪盤》             | 出閣之日本女子 |
| 1984年 | 《毋忘我》                 | 鄭美嫦         |
| 1984年 | 《雲海玉弓緣》             | 桑碧依         |
| 1984年 | 《小生也瘋狂》             |                |
| 1985年 | 《仙女多情》               |                |
| 1985年 | 《十兄弟》                 | 梁小菊         |
| 1986年 | 《滿堂紅》                 |                |
| 1986年 | 《越女劍》                 | 小姜           |
| 1986年 | 《西施》                   | 東施           |
| 1986年 | 《濟公活佛》               | 春花           |
| 1986年 | 《時光倒流70年》           | 陸小琴         |
| 1986年 | 《清末四大奇案之太原奇案》 | 莫鳳兒         |
| 1987年 | 《金鳳凰》                 | 夏侯彩纓       |
| 1987年 | 《佳人有難》               | 巢喜朱         |
| 1987年 | 《大銅鑼》                 | 相思           |
| 1987年 | 《天將魔星》               | 紅珊瑚         |
| 1988年 | 《歷代奇女子之魚玄機》     | 綠翹           |
| 1988年 | 《滿清十三皇朝》           | 祥妃           |
| 1988年 | 《錦衣衛》                 | 靜妃           |
| 1988年 | 《狂俠天驕魔女》           | 玉珊瑚         |
| 1988年 | 《聊齋誌異》               | 朱爾旦妻       |
| 1989年 | 《龍鳳喜迎春》             | 費蘭絲         |
| 1989年 | 《夜琉璃》                 |                |
| 1990年 | 《最佳才子》               | 夏香           |
| 1990年 | 《中華英雄》               | 命煞           |
| 1990年 | 《難兄難弟》               | 譚自強         |
| 1990年 | 《Q表姐》                  | Miss唐         |
| 1990年 | 《第三間電台》             | 紀冬玲         |
| 1990年 | 《我係Tuna Fi》            | Maria          |
| 1991年 | 《勝者為王》               | 司徒冰         |
| 1991年 | 《香港奇案》之烹夫         |                |
| 1991年 | 《四驅橋聖》               | 朱劉美寶       |
| 1991年 | 《鄉土系列》之兩個口       |                |
| 1992年 | 《仙鶴神針》               | 賈偉男         |
| 1992年 | 《伯虎為卿狂》             | 阿臭           |
| 1992年 | 《烈火雄風》               | 阿霞           |
| 1992年 | 《八婆會館》               | 冷艷芳         |
| 1994年 | 《碧血青天楊家將》         | 楊排風         |
| 1995年 | 《新包青天之英雄本色》     | 牛妻           |
| 1995年 | 《殭屍道長》               | 鍾君           |

### 電視劇（無綫電視）
| 劇名               | 角色                        |
| ------------------ | --------------------------- |
| 1995-1999年        |                             |
| 真情               | 余 瓊                       |
| 1997年             |                             |
| 難兄難弟           | 任建威                      |
| 1998年             |                             |
| 難兄難弟之神探李奇 | 吳恩麗                      |
| 外父唔怕做         | 鍾志美                      |
| 西遊記（貳）       | 烏鴉精                      |
| 1999年             |                             |
| 刑事偵緝檔案IV     | 周杏娥                      |
| 全院滿座           | 張銀仙（女鬼）              |
| 騙中傳奇           | 九斤二                      |
| 2000年             |                             |
| 男親女愛           | 梅日仙（Angel、仙姐、仙姑） |
| 京城教一           | 朱震東                      |
| 大囍之家           | 律 師                       |
| 2001年             |                             |
| 娛樂反斗星         | 寶 姐                       |
| 封神榜             | 殷十娘                      |
| 七姊妹             | 周 芬（大家姐）             |
| 2002年             |                             |
| 紅衣手記           | 辜美蘭                      |
| 無考不成冤家       | 廖談艾情                    |
| 皆大歡喜           | 紗紗郡主                    |
| 2003年             |                             |
| 皆大歡喜           | 金紗紗                      |
| 十萬噸情緣         | 神 婆                       |
| 俗世情真           | 谷美宜                      |
| 2005年             |                             |
| 窈窕熟女           | 李真真                      |
| 2006年             |                             |
| 高朋滿座           | 高 麗                       |
| 婚姻乏術           | 程曉男                      |
| 千謊百計           | 魯四娘                      |
| 2007年             |                             |
| 同事三分親         | 洪 参                       |
| 緣來自有機         | 朱麗娥                      |
| 建築有情天         | 鐘國美（May姐）             |
| 2008年             |                             |
| 甜言蜜語           | 梁麗茹                      |
| 2009年             |                             |
| 美麗高解像         | 張麗虹（麗虹姐）            |
| 2010年             |                             |
| 戀愛星求人         | 池金嬌（Josephine）         |
| 情越雙白線         | 陳笑芬                      |
| 囧探查過界         | 羅麗娜                      |
| 2012年             |                             |
| 造王者             | 韓淑梅（恭淑皇后）          |
| 2016年             |                             |
| 火線下的江湖大佬   | 蘇佑妙（Miu姐）             |
| 2019年             |                             |
| 街坊財爺           | 蔣 嬌（金牙嬌、嬌姐）       |

### 電視劇（其他）
| 首播   | 劇名                     | 角色                         |
| ------ | ------------------------ | ---------------------------- |
| 2003年 | 倩女幽魂                 | 平安母                       |
| 2009年 | 女孩衝衝衝               | 吳國太                       |
| 2010年 | 刁蠻嬌妻蘇小妹           | 柳月娥                       |
| 2010年 | 妹仔大過主人婆           | 阿傳                         |
| 2010年 | 天生無才也有用           | 香若蘭                       |
| 2011年 | 歡喜婆婆俏媳婦           | 馬玲瓏                       |
| 2012年 | 百媚千嬌                 | 宋喜娘                       |
| 2012年 | 七品芝麻官               | 吳笑娥                       |
| 2012年 | 爱情可以有               | 傅阿姨                       |
| 2012年 | 親愛的回家               | 安母                         |
| 2012年 | 審死官                   | 潘巧雲                       |
| 2012年 | 愛情公寓3                | 胡一菲母親（客串）           |
| 2013年 | 新神探聯盟之包大人來了   | 宮潔                         |
| 2013年 | 紫釵奇緣                 | 寧國公主（并为粤语版本配音） |
| 2013年 | 因為愛情有多美           | 文母                         |
| 2013年 | 金玉滿堂                 | 葉霜                         |
| 2014年 | 屌丝男士3(网剧)          | 客串                         |
| 2014年 | 宮鎖連城                 | 李嬷嬷                       |
| 2014年 | 包笑公堂 (网剧)          | 苑皇后 (客串)                |
| 2014年 | 球爱酒吧 (网剧)          | 丹姐 (客串)                  |
| 2014年 | 因为爱情有奇迹           | 馬玉萍                       |
| 2015年 | 极品新娘                 | 林月娥                       |
| 2015年 | 仙劍客棧(網絡劇)         | 李大娘                       |
| 2015年 | 冰与火的青春             | (客串)                       |
| 2015年 | 幸福的方向               | 青姐                         |
| 2016年 | 美人私房菜之玉蝶传奇     | 宋五嫂                       |
| 2016年 | 西涯俠(網絡劇)           | 李西涯養母(客串)             |
| 2017年 | 美味奇缘                 | 吴素萍                       |
| 2017年 | 見習法醫(網絡劇)         | 周美蘭(客串)                 |
| 2018年 | 狼乾劫(網絡劇)           | 神秘婆婆                     |
| 2018年 | 冒險王衛斯理             | 朱媽媽                       |
| 2018年 | 奇葩四合院(網絡劇)       |                              |
| 2019年 | 导演对我下手了(網絡劇)   |                              |
| 2019年 | PTU機動部隊（網絡劇）    | 梁愛秋(客串)                 |
| 2019年 | 一夜新娘（網絡劇）       | 老鸨(客串)                   |
| 2020年 | 少年包拯（網絡劇）       | 包大娘                       |
| 2020年 | 哪吒降妖记               | 龟仙人                       |
| 2021年 | 玉昭令第一季（網絡劇）   | 老鸨                         |
| 2022年 | 仙琦小姐许愿吧（網絡劇） | 民俗怪大神                   |
| 2024年 | 时光代理人（網絡劇）     | 希塔                         |
| 2024年 | 颜心记（網絡劇）         | 萬俟                         |
| 2024年 | 他們的奇妙時光（網絡劇） | 宋媽(客串)                   |
| 待播   | 天下鹽商                 |                              |
| 待播   | 京港爱情故事             |                              |

### 電影
| 首播   | 片名                                                                   | 角色               |
| ------ | ---------------------------------------------------------------------- | ------------------ |
| 1986年 | 《刀馬旦》                                                             |                    |
| 1989年 | 火爆行動                                                               | 張三妻子           |
| 1989年 | 殺手天使                                                               | Rosa               |
| 1990年 | 《廟街皇后》                                                           | 小娟               |
| 1990年 | 《BB30》                                                               | 小珍               |
| 1990年 | 《新半斤八兩》                                                         |                    |
| 1991年 | 《逃學威龍》                                                           | Miss梁             |
| 1991年 | 《老豆唔怕多》                                                         | 阿黃女友           |
| 1992年 | 《審死官》                                                             | 姚田氏             |
| 1992年 | 《丐世英雄》                                                           | 侏儒女             |
| 1992年 | 《真的愛你》                                                           |                    |
| 1992年 | 《武狀元蘇乞兒》                                                       | 龜婆               |
| 1992年 | 《笑林小子》（又名《旋風小子》）                                       | 皮林瓊丹           |
| 1992年 | 《踢到寶》                                                             | 十三姨             |
| 1992年 | 《危險情人》                                                           |                    |
| 1992年 | 《逃學外傳》                                                           | 女校工             |
| 1993年 | 《黃飛鴻之鐵雞鬥蜈蚣》                                                 | 香芝館鴇母         |
| 1993年 | 《唐伯虎點秋香》                                                       | 石榴               |
| 1993年 | 《至尊三十六計之偷天換日》                                             | 朱咪咪             |
| 1993年 | 《濟公》                                                               | 潑婦               |
| 1993年 | 《香港奇案之强奸》（台译：赤裸羔羊2性追缉令；英譯：Raped by an Angel） |                    |
| 1993年 | 《超级学校霸王》                                                       | 大雄之母           |
| 1993年 | 《追男仔》                                                             | 謝曬客人           |
| 1993年 | 《人皮灯笼》                                                           | Lucy               |
| 1993年 | 《笑林小子2》（又名《卜派小子》、《旋風小子》）                        | 紅檸檬             |
| 1994年 | 《九品芝麻官》                                                         | 龜婆               |
| 1994年 | 《詠春》                                                               | 芳姑               |
| 1994年 | 《滿清十大酷刑》                                                       | 奶媽               |
| 1994年 | 《人魚傳說》                                                           | Miss Yuan          |
| 1994年 | 《青樓十二房》                                                         | 竹姐               |
| 1995年 | 《橫紋刀劈扭紋柴》（又名《麻辣豆腐》）                                 | 護士               |
| 1995年 | 《十兄弟》                                                             | 三姊               |
| 1995年 | 《慈禧秘密生活》                                                       | 大妞               |
| 1995年 | 《追女仔95之綺夢》                                                     | 花店老闆           |
| 1995年 | 《香江花月夜》                                                         | 大家姐             |
| 1996年 | 《大內密探零零發》                                                     | 龜婆               |
| 1996年 | 《食神》                                                               | 喜姑               |
| 1997年 | 《旺角大家姐》                                                         | 大家姐             |
| 1997年 | 《蜜桃成熟時1997》                                                     | 曾小雨             |
| 1999年 | 《生人勿近之問米》                                                     | 舅媽               |
| 1999年 | 《千王之王2000》                                                       | 中學教師           |
| 2000年 | 《趕屍先生》                                                           | 馬小靈             |
| 2001年 | 《情迷大話王》                                                         | 吹水婆             |
| 2001年 | 《騎呢大帝》                                                           | 伊絲瑪（粵語配音） |
| 2001年 | 《發電俏嬌娃》                                                         | 媽媽生苑仔         |
| 2002年 | 《Office有鬼》                                                         | 巴姐               |
| 2003年 | 《一蚊雞保鑣》                                                         | 幫幫姐姐           |
| 2003年 | 《廟街公主》                                                           | 阿嬌               |
| 2005年 | 《雀聖2自摸天后》                                                      | 大長莊             |
| 2006年 | 《新紮師妹3》                                                          | 呂麗娜             |
| 2006年 | 《野蠻秘笈》                                                           | 接線生             |
| 2009年 | 《大內密探靈靈狗》                                                     | 林美人             |
| 2010年 | 《72家租客》                                                           | 客串               |
| 2010年 | 《美麗密令》                                                           | 女警長             |
| 2010年 | 《唐伯虎點秋香2》                                                      | 石榴               |
| 2010年 | 《龍鳳店》                                                             |                    |
| 2010年 | 《財神到》                                                             | 買花客人           |
| 2010年 | 《愛情維修站》                                                         | 張燕               |
| 2011年 | 《蔡李佛拳》                                                           |                    |
| 2011年 | 《玩命。時光》                                                         |                    |
| 2011年 | 《幸福從天而降》                                                       |                    |
| 2012年 | 《玩轉清宮》                                                           | 笑太妃             |
| 2012年 | 《絕色武器》                                                           | 唐太（客串）       |
| 2013年 | 《在一起》                                                             | 阿仔母親           |
| 2013年 | 《宫锁沉香》                                                           | 掌事姑姑           |
| 2014年 | 《誰動了我的夢想》                                                     | 小瑞妈妈           |
| 2015年 | 《吉星高照2015》                                                       | 碧媽               |
| 2015年 | 《麻雀王》                                                             |                    |
| 2015年 | 《浮華宴》                                                             | 梁太               |
| 2015年 | 《陌路惊笑》                                                           | 老婆婆             |
| 2015年 | 《我是奋青》                                                           | 凤姐               |
| 2015年 | 《港囧》                                                               | 多佳麗櫻桃小丸子   |
| 2015年 | 《诡宅》                                                               | 看房夫妻           |
| 2015年 | 《二龙湖浩哥之狂暴之路》(網絡電影)                                     |                    |
| 2016年 | 《失眠男女》                                                           | 面膜大妈(客串)     |
| 2016年 | 《假装看不见之电影大师》                                               | 张丹芙妈妈         |
| 2016年 | 毛驴县令之赌命考官（电视电影）                                         | 麻翠姑             |
| 2016年 | 毛驴县令之非我莫属（电视电影）                                         | 麻翠姑             |
| 2016年 | 毛驴县令之打虎上山（电视电影）                                         | 麻翠姑             |
| 2016年 | 毛驴县令之五官争功（电视电影）                                         | 麻翠姑             |
| 2016年 | 毛驴县令之天外来客（电视电影）                                         | 麻翠姑             |
| 2016年 | 毛驴县令之宛如格格（电视电影）                                         | 麻翠姑             |
| 2016年 | 毛驴县令之一奶同胞（电视电影）                                         | 麻翠姑             |
| 2016年 | 毛驴县令之草鞋公主（电视电影）                                         | 麻翠姑             |
| 2016年 | 毛驴县令之虎口拔牙（电视电影）                                         | 麻翠姑             |
| 2016年 | 《男極探射燈》                                                         |                    |
| 2016年 | 《非常父子档》                                                         | 周力岩姑姑         |
| 2017年 | 《老師也瘋狂》                                                         | 侯梦瑶妈妈         |
| 2017年 | 《初戀日記：賤男蜜擾》                                                 |                    |
| 2017年 | 《江湖风云之麻将街娃》(網絡電影)                                       |                    |
| 2017年 | 《玩命試愛》                                                           |                    |
| 2017年 | 《一村之长之贵妇还乡》（電視電影）                                     |                    |
| 2017年 | 《明月幾時有》                                                         |                    |
| 2017年 | 《常在你左右》                                                         |                    |
| 2017年 | 《奪寶五福星》（網絡電影）                                             |                    |
| 2018年 | 《西遊記·女兒國》                                                      | 長祭師             |
| 2018年 | 《棟篤特工》                                                           | Natasha            |
| 2018年 | 《给19岁的我自己》                                                     | 宿管阿姨           |
| 2018年 | 《泡菜愛上小龍蝦》                                                     | 十三娘             |
| 2018年 | 《天蓬元帅之女儿国》（網絡電影）                                       | 女儿国国王         |
| 2018年 | 《猛虫过江》                                                           | 船夫(客串)         |
| 2018年 | 《阴阳眼之瞳灵公馆》                                                   | 赵老师             |
| 2019年 | 《家和萬事驚》                                                         |                    |
| 2019年 | 《唐伯虎點秋香2019》（網絡電影）                                       | 石榴               |
| 2019年 | 《我的88次逃婚》                                                       |                    |
| 2019年 | 《濟公之降龍有悔》（網絡電影）                                         | 姚大娘             |
| 2019年 | 《神探蒲松龄》                                                         | 初夫人             |
| 2019年 | 《新河東獅吼》（網絡電影）                                             |                    |
| 2019年 | 《王者聯盟》（網絡電影）                                               | 崔母               |
| 2019年 | 《一車四仆》                                                           |                    |
| 2019年 | 《锁龙谷》（網絡電影）                                                 | 石三姨             |
| 2020年 | 《家有囍事2020》                                                       | 貴婦               |
| 2020年 | 《唐伯虎之醉美人》（網絡電影）                                         | 華夫人             |
| 2020年 | 《二郎神之怒天神将》（網絡電影）                                       | 瑤姐               |
| 2020年 | 《搜神记之南海美人鲛》（網絡電影）                                     | 姑姑               |
| 2020年 | 《隱市奇聞錄》（網絡電影）                                             | 電婆               |
| 2020年 | 《狄公灭鼠》（網絡電影）                                               | 呂灸妁             |
| 2020年 | 《二郎神之战神归来》（網絡電影）                                       | 貂妈               |
| 2021年 | 《混世四猴：神猴歸來》（網絡電影）                                     | 聖姑               |
| 2021年 | 《龙套王之冒牌总裁》（網絡電影）                                       | 张星星母亲         |
| 2021年 | 《奇门密探》（網絡電影）                                               | 皇太后             |
| 2022年 | 《忽然心動》                                                           |                    |
| 2023年 | 《盗听者》                                                             |                    |
| 2023年 | 《打更人怪谈》（網絡電影）                                             | 瑛姑               |
| 2024年 | 《豆包县令》（網絡電影）                                               | 赵玉凤             |
| 2024年 | 《新九品芝麻官》（網絡電影）                                           |                    |
| 2024年 | 《功夫乒乓》                                                           |                    |
| 2024年 | 《醉后一拳》（網絡電影）                                               | 沈妙               |
| 2024年 | 《雾都奇遇夜》（網絡電影）                                             | 孟婆               |
| 待上映 | 《我想静静》                                                           |                    |

### 節目主持
電視台
- 1983年至1984年：廣播道八十一號（亞洲電視）[21]
- 1995年：我愛鬥一番（無綫電視）
- 1996年：六六無窮（無綫電視）
- 1997年：新春奇趣大全盒（無綫電視）
- 2001年：玄來如此（無綫電視）
- 2002年：香港鬆一鬆（無綫電視）
- 2003年：玄妙無窮（無綫電視）

電台
- 由2008年3月中起，每逢星期一客串香港電台第二台的瘋show快活人主持

### 節目嘉賓/演出
- 1990年：曾志偉騷足一晚（亞洲電視）
- 1990年：開心主流派（亞洲電視）
- 1991年：四驅車大比拼（亞洲電視）
- 2008年：舒蕾舞林大會（東方衛視）
- 2011年：夫妻天下（北京衛視）
- 2013年：老爸老媽看我的（青海衛視）
- 2015年：爸爸去哪兒3（湖南衛視）
- 2016年：瘋狂的叢林（深圳衛視）
- 2016年：叮王争爭霸Cosplay美女（廣東廣播電視台珠江頻道）
- 2017年：極限挑戰第三季（東方衛視）
- 2018年：爸爸去哪兒5（湖南衛視）
- 2019年：開工大吉77（香港開電視）

## 廣告
- 1997年：太平洋抽油煙機
- 2011年：保潔麗 PolyClean 衣物柔順劑
- 2015年：維特健靈 更年輕
- 2017年：諾貝爾活髮科研中心

## 獎項
| 年份   | 頒 獎 典 禮            | 獎項                     | 劇集                 | 角色   | 結果 |
| ------ | ---------------------- | ------------------------ | -------------------- | ------ | ---- |
| 2001年 | 2001年萬千星輝賀台慶   | 本年度我最喜愛的電視角色 | 《封神榜》           | 殷十娘 | 獲獎 |
| 2010年 | 2010年萬千星輝頒獎典禮 | 最佳女配角               | 《情越雙白線》       | 陳笑芬 | 提名 |
| 2016年 | 2016年萬千星輝頒獎典禮 | 最佳女配角               | 《火線下的江湖大佬》 | 蘇佑妙 | 提名 |

## 外部連結
- 苑瓊丹的新浪微博
- 苑瓊丹在互联网电影资料库（IMDb）上的資料（英文）
- 在AllMovie上苑瓊丹的頁面（英文）
- 苑瓊丹在香港影庫上的簡介
- 苑瓊丹在豆瓣上的资料（简体中文）
- 苑瓊丹在时光网上的簡介（简体中文）
- 大家真瘋Show頻道